# Postleitzahl (Schweiz)
Die Schweizerische Post führte am 26. Juni 1964 als drittes Land nach Deutschland (1941) und den Vereinigten Staaten (1963) die Postleitzahlen ein.
In der Schweiz sind die Postleitzahlen vierstellig. Wie beim 1993 eingeführten Postleitzahlensystem in Deutschland kann eine Gemeinde mehrere Postleitzahlen erhalten. Dass eine Ortschaft (Ansiedlung) eine eigene Postleitzahl führt, bedeutet also nicht, dass es sich um eine selbständige politische Gemeinde handelt, es ist aber eine amtliche Ortschaft. Hinzu kommt, dass eine Postleitzahl mehrere politische Gemeinden umfassen kann (Bsp.: 3048 Worblaufen, mit Teilen der Gemeinden Bern und Ittigen), sogar über Kantonsgrenzen hinweg (Bsp.: 8866 Ziegelbrücke, in den Kantonen Glarus und St. Gallen), weshalb eine eindeutige Zuordnung in beide Richtungen nicht möglich ist. Zusätzlich ist es in grösseren Städten oft nicht möglich, Poststellen (Postfächer) eine eindeutige Postleitzahl zuzuweisen. Aus diesem Grund wird postintern mit einer Zusatzziffer zwischen 00 und 99 gearbeitet, die in Kombination mit der Postleitzahl die postinterne, sechsstellige Postleitzahl PLZ6 ergibt.
In das schweizerische Postleitzahlensystem sind auch einige Poststellen außerhalb der Schweiz einbezogen, so das Fürstentum Liechtenstein. Die deutsche Enklave Büsingen am Hochrhein hat zusätzlich zu ihrer deutschen Postleitzahl 78266 die schweizerische Postleitzahl 8238. Auch das ebenso in einer Exklave innerhalb des Schweizer Territoriums liegende Campione d’Italia führte zusätzlich zur italienischen eine Schweizer Postleitzahl (6911); diese wurde jedoch aufgegeben, ebenso wie die Schweizer Poststelle in 3907 Domodossola.
Die Feldpost der Schweizer Armee verwendet seit 1997 für Formationen, die dauernd oder temporär nicht auf einer Kaserne basieren, eigene Militärleitzahlen.

## Aufbau der Postleitzahlen
Die Postleitzahlen sind nach einem logischen Prinzip aufgebaut. Jede der vier Ziffern sagt etwas über die geografische Lage des betreffenden Ortes aus:
- 1. Ziffer: Leitkreis – 9 Regionen grob von Südwest (1) nach Nordost (9)
- 2. Ziffer: Leitgebiet – innerhalb der Regionen
- 3. Ziffer: Leitstrecke – Streckenzuteilung für Verlad auf Bahn resp. Postauto
- 4. Ziffer: Zielort – ein Zielort kann mehrere Ortschaften umfassen

Diese Aufteilung der PLZ – insbesondere mit der dritten Ziffer als Leitstrecke, der heute in der Praxis keine Bedeutung mehr zukommt – stammt aus jener Zeit, als noch die gesamte Post mit der Eisenbahn und Postautokursen befördert wurde.

## Gliederung

### Schweiz

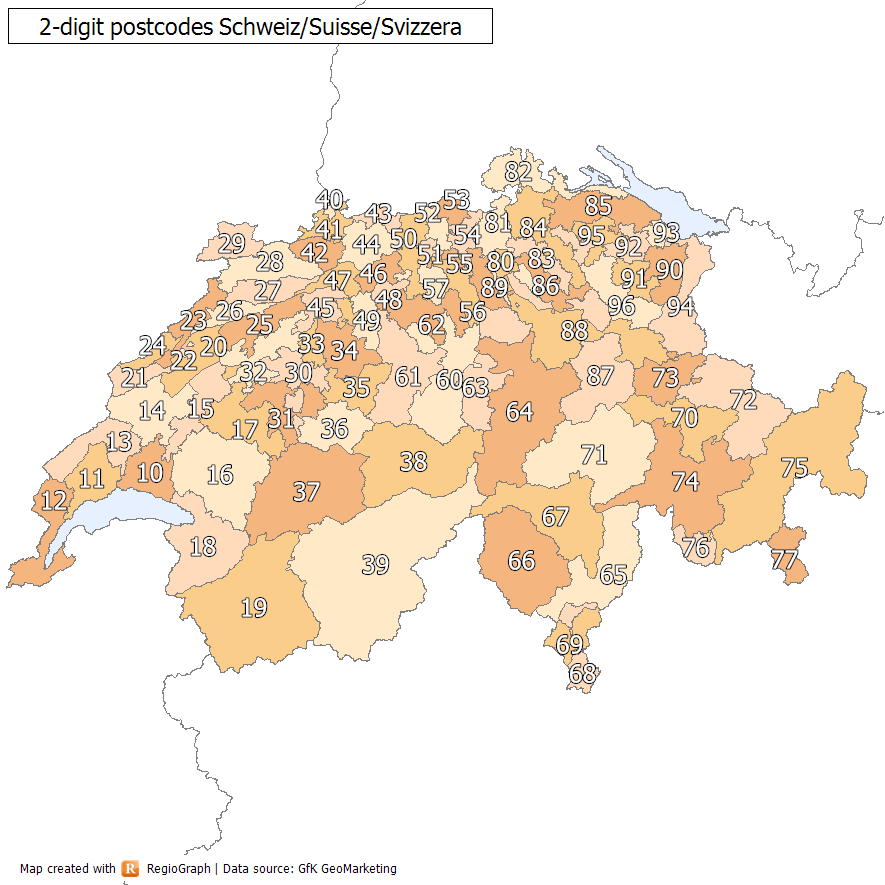
Postleitzahlen-Gebiete in der Schweiz nach den ersten beiden Stellen

Die erste Ziffer der Postleitzahl gibt die Region an.
- 1xxx – Region Westschweiz (Süd)
  - 10xx – Region Lausanne, Echallens (Nord-West)
  - 11xx – Region Morges, Rolle
  - 12xx – Kanton Genf und Region Nyon
  - 13xx – Region zwischen Lausanne und Yverdon, Seite Jura (Cossonay, Orbe, Vallorbe)
  - 14xx – Yverdon, Estavayer-le-Lac (VD/FR)
  - 15xx – Moudon, Lucens, Avenches (VD/FR)
  - 16xx – Romont, Bulle (VD/FR)
  - 17xx – Region Freiburg bis zum Murtensee (Münchenwiler)
  - 18xx – Östliches Genferseeufer (Vevey, Montreux), Chablais (Aigle, Monthey, St. Maurice VD/VS)
  - 19xx – Mittelwallis (Martigny, Sion) ohne Region Sierre
- 2xxx – Region Westschweiz (Nord)
  - 20xx – Region Neuchâtel
  - 21xx – Val de Travers NE
  - 22xx – Oberes Val de Ruz,
  - 23xx – La Chaux-de-Fonds, Franches Montagnes
  - 24xx – Le Locle, La Sagne
  - 25xx – Region Biel/Bienne, Bielersee, Grenchen
  - 26xx – Vallon de St. Imier
  - 27xx – Berner Jura (Tavannes, Tramelan, Moutier, Franches Montagnes)
  - 28xx – Delsberg
  - 29xx – Ajoie (Porrentruy)
- 3xxx – Region Bern/Oberwallis
  - 30xx – Stadt Bern und Umgebung (3003: Bundesverwaltung, 3030: Postverwaltung)
  - 31xx – Südl. Umgebung Bern
  - 32xx – Seeland (Aarberg, Ins, Kerzers, Lyss, Murten)
  - 33xx – Region zwischen Bern und Solothurn
  - 34xx – Region Burgdorf, Oberaargau (ausser Langenthal)
  - 35xx – Emmental
  - 36xx – Region Thun
  - 37xx – Region Spiez, Simmental, Frutigland, Saanenland
  - 38xx – Region Interlaken, Haslital
  - 39xx – Oberwallis mit Region Siders, Crans-Montana
- 4xxx – Region Basel
  - 40xx – Stadt Basel (Poststellen (Postfächer) 4001 bis 404x, Postzustellung 4051 bis 4059)
  - 41xx – Leimental, Birstal, Riehen, Bettingen, Birsfelden, Muttenz, Pratteln
  - 42xx – Laufental, Schwarzbubenland
  - 43xx – Westliches Fricktal (Rheinfelden, Stein AG)
  - 44xx – Oberbaselbiet
  - 45xx – Region Solothurn
  - 46xx – Region Olten
  - 47xx – Region Oensingen, Balsthal
  - 48xx – Region Zofingen
  - 49xx – Region Langenthal
- 5xxx – Region Aargau
  - 50xx – Stadt Aarau und Region, östliches Fricktal (Frick, Laufenburg)
  - 51xx – Region Wildegg, Schinznach
  - 52xx – Region Brugg, Mettauertal
  - 53xx – Region Turgi bis Koblenz
  - 54xx – Region Baden, Wettingen
  - 55xx – Region Mellingen
  - 56xx – Region Lenzburg, Wohlen, Bremgarten, Muri (Freiamt)
  - 57xx – Region Kulm, Beinwil, Kölliken, Safenwil
- 6xxx – Region Zentralschweiz, Tessin
  - 60xx – Region Luzern, Kanton Obwalden, Hasliberg (BE)
  - 61xx – Entlebuch, Willisau, Schangnau (BE)
  - 62xx – Region Sempach, Sursee, Hochdorf
  - 63xx – Kanton Zug, Kanton Nidwalden
  - 64xx – Kanton Schwyz (ohne Ausserschwyz), Kanton Uri
  - 65xx – Region Bellinzona, Misox, Val Calanca (GR)
  - 66xx – Locarno, Valle Maggia, Valle Verzasca
  - 67xx – Leventina, Val Blenio
  - 68xx – Mendrisiotto (Chiasso, Mendrisio)
  - 69xx – Region Lugano
- 7xxx – Region Graubünden
  - 70xx – Chur, Schanfigg (Arosa), Domat/Ems, Flims
  - 71xx – Bündner Oberland
  - 72xx – Prättigau, Davos
  - 73xx – Bündner Herrschaft, Landquart, Bad Ragaz, Sargans
  - 74xx – Hinterrhein, Albula
  - 75xx – Engadin, Val Müstair
  - 76xx – Bergell
  - 77xx – Puschlav
- 8xxx – Region Zürich, Thurgau
  - 80xx – Stadt Zürich – Die hinteren beiden Ziffern bezeichnen den Stadtkreis (8005 Zürich 5 für den Kreis 5), falls die Post durch das zentrale Zustellpostamt (früher Sihlpost) zugestellt wird. Andernfalls, das heisst bei Zustellung durch das Quartierpostamt oder für sich dort befindliche Postfächer, bezeichnen die hinteren beiden Ziffern das Postamt (8031 Zürich 31). Diese Nummerierung wurde bereits vor der Einführung der Postleitzahlen eingeführt, damals aber in Verbindung mit den Stadtkreisen verwendet (Zürich 5/31). 8063 ist das Stadtspital Triemli, 8070 die Credit Suisse, 8090 ist die kantonale Verwaltung, 8091 das Universitätsspital Zürich und 8092/8093 die ETH Zürich.
  - 81xx – Region Zürcher Unterland  – Einige Gemeinden im Zürcher Oberland und westlich vom Zürichsee haben ebenfalls eine 81xx Postleitzahl (z. B. 8133 Esslingen oder 8135 Horgen)
  - 82xx – Region Schaffhausen, Kreuzlingen
  - 83xx – Kloten, Zürcher Oberland, Hinwil, Hinterthurgau
  - 84xx – Region Winterthur, Tösstal
  - 85xx – Region Frauenfeld, Weinfelden, Amriswil, Romanshorn
  - 86xx – Region Dübendorf, Zürcher Oberland, See (SG)
  - 87xx – Region Rechtes Zürichseeufer, Gaster/See (SG), Kanton Glarus
  - 88xx – Region Linkes Zürichseeufer, Ausserschwyz (March, Höfe, (Unteriberg)), Glarner Unterland, Sarganserland/Walensee
  - 89xx – Region Limmattal, Albis, Knonauer Amt, Kelleramt (östlichster Aargau)
- 9xxx – Region Ostschweiz
  - 90xx – Region St. Gallen, Appenzell
  - 91xx – Region Herisau
  - 92xx – Region Gossau, Flawil, Uzwil, Bischofszell
  - 93xx – Region Wittenbach, Arbon
  - 94xx – Region Rorschach, Rheintal, Fürstentum Liechtenstein
  - 95xx – Region Wil
  - 96xx – Toggenburg

### Ausländische Orte mit Schweizer Postleitzahlen
Alle Ortschaften ausserhalb Schweizer Territoriums mit Schweizer Poststelle rep. Postzustellung nach Schweizer Postleitzahlenstruktur haben (resp. hatten) auch eine Postleitzahl nach dem Postverteilsystem, in dessen Land sie sich befinden.
- CH-8238 Büsingen am Hochrhein (deutsche PLZ: D-78266)

#### Historisch
Die folgenden schweizerischen Postleitzahlen sind nicht mehr gültig:
- CH-3907 Domodossola (italienische PLZ: I-28845)
– Die ehemalige Schweizer Poststelle in Domodossola ist nicht mehr in Betrieb, die PLZ für andere Orte aber weiterhin gültig[2]
- CH-6911 Campione d’Italia (italienische PLZ: I-22061)
– Bis Ende 2019 war der Ort de facto Teil des Schweizer Zollgebiets und hatte sowohl eine schweizerische Postleitzahl als auch eine italienische PLZ. Am 1. Januar 2020 wechselte Campione zum Zollgebiet der Union, womit es postalisch zum Ausland wurde.[3]

### Liechtensteiner Postleitzahlen
- 9485 Nendeln
- 9486 Schaanwald
- 9487 Gamprin-Bendern
- 9488 Schellenberg
- 9489 Schaan
- 9490 Vaduz
- 9491 Ruggell
- 9492 Eschen
- 9493 Mauren
- 9494 Schaan
- 9495 Triesen
- 9496 Balzers
- 9497 Triesenberg
- 9498 Planken